# ابوالفضل رازانی نظام العلمائی
ابوالفضل رازانی نظام العلمائی (زادۀ ۱۳۲۶ - بروجرد) کارگردان، انیماتور و مدرس دانشگاه صدا و سیما است. وی کار خود را از سال ۱۳۴۸ با ساخت مجموعهٔ عروسکی شش قسمتی ماه‌پیشونی آغاز کرده است و تاکنون بیش از بیست فیلم مستقل کوتاه، دو مجموعهٔ چهار قسمتی با دستمایه‌های مستند و پنج فیلم کوتاه ویژه کودکان را کارگردانی کرده است.
از آثار او می‌توان به انیمیشن‌های ماجراهای کار و اندیشه، ماه پیشونی، تهاجم، گشت و گذار، یک دست صدا ندارد، نفوذ و… اشاره کرد.
رازانی در سال ۱۴۰۱ گواهینامهٔ درجه یک هنری را دریافت کرد.

## فعالیت‌ها
- مدیر عامل و رئیس هیئت مدیره کارگاه فیلم تهران
- عضو آسیفای بین‌الملل
- تدریس در مرکز آموزش فیلم‌سازی کانون پرورش فکری کودکان و نوجوانان بین سال‌های ۱۳۵۲ تا ۱۳۵۹
- تدریس مقطع کارشناسی رشته‌های کارگردانی
- فیلمنامه‌نویسی و تهیه‌کنندگی انیمیشن در دانشگاه صدا و سیما و مقطع کارشناسی ارشد در دانشگاه‌های هنر و تربیت مدرس
- پژوهش در زمینهٔ ادبیات عامه
- چاپ کتاب «متل‌های بروجردی» در سال ۱۳۵۰ (مجموعهٔ ۱۱ داستان، شامل: کرهٔ عربی؛ دختر پادشاه و پسر لر؛ مشتی رحیم و نان جو؛ و…)
- ساخت فیلم‌های داستانی کوتاه زنده، مستند و آموزشی
- نویسنده و عکاس مطبوعاتی
- نویسنده و تهیه‌کنندهٔ برنامه‌های رادیویی مختص کودکان و نوجوانان
- داوری جشنواره‌های مختلف از جمله دومین جشنوارهٔ صدا و سیما، اولین و دومین جشنوارهٔ پویانمایی تهران، اولین تا نهمین دورهٔ جشن خانهٔ سینما و جشنوارهٔ دانشجویی دانشکدهٔ صدا و سیما

## آثار

### انیمیشن
- ماه پیشونی
- ماجراهای کار و اندیشه
- تهاجم
- گشت و گذار
- یک دست صدا ندارد
- نفوذ

### کتاب
- متل‌های بروجردی

## افتخارات و دستاوردها
ابوالفضل رازانی نظام العلمایی از جشنواره‌های مختلف داخلی و بین‌المللی از جمله جشنواره‌های فجر، هند، بیلبائو، هیروشیما و شانگهای جوایزی دریافت کرده است. او ضمن تدریس در دانشگاه‌های هنری مختلف، عضو آسیفای بین‌المللی و مدیر عامل کارگاه فیلم تهران بوده است.
رازانی در روز شنبه ۱۹ شهریور سال ۱۴۰۱ گواهینامهٔ درجه یک هنری را در رشته «کارگردانی پویانمایی» دریافت کرد.